# Entrambosríos (Orense)
Entrambosríos (llamada oficialmente Santa Mariña de Entrambosríos) es una parroquia y un lugar del municipio español de La Merca, en la provincia de Orense, Galicia.

## Toponimia
La parroquia también es conocida por el nombre de Santa María de Entrambosríos.

## Organización territorial
La parroquia está formada por tres entidades de población:
- Casal
- Entrambosríos
- Lameiro Quente

## Demografía

### Parroquia
| Gráfica de evolución demográfica de Entrambosríos (parroquia) entre 2000 y 2022 |
|                                                                                 |
| Datos según el nomenclátor publicado por el INE.                                |

### Lugar
| Gráfica de evolución demográfica de Entrambosríos (lugar) entre 2000 y 2022 |
|                                                                             |
| Datos según el nomenclátor publicado por el INE.                            |